# La Mort du lion
La Mort du lion (The Death of the Lion) est une nouvelle d'Henry James, d'abord dans la revue The Yellow Book en avril 1894, et repris  en 1895 dans le recueil Terminations, qui comprend également les nouvelles L'Autel des morts, Le Fonds Coxon et Les Années médianes.
Cette nouvelle de James reprend le thème des rapports entre l'art et la célébrité, déjà traité La Leçon du maître (1888) et Les Papiers d'Aspern (1888), mais dans un registre ironique totalement inédit.

## Résumé
Le narrateur, un jeune journaliste fort ambitieux, propose à son nouvel éditeur un article sur le grand écrivain, aujourd'hui un peu oublié, Neil Paraday. Il se rend chez le grand homme pour l'interviewer et amasser de la documentation. Il lit aussi le dernier manuscrit de l'écrivain. Aussi, bien que son article soit refusé, il est en mesure de faire paraître dans la presse une critique très élogieuse du nouveau roman de Paraday, contribuant ainsi à favoriser son appréciable succès.
Le nouvel engouement du public pour Neil Paraday attire bientôt un journaliste peu scrupuleux en la personne de Mr. Morrow qui force la porte de l'écrivain et finit par l'effrayer et le rendre malade avec ses incessantes questions. Le narrateur agit alors comme un intermédiaire protecteur entre Paraday et le journaliste. Il révèle à ce dernier tout ce qu'il y a connaître sur le grand homme et, bien que Morrow ne soit pas encore entièrement satisfait, il a obtenu assez de renseignements pour enfin rédiger son article.
La notoriété de Paraday grandit au point qu'il est invité bientôt chez de riches aristocrates où il sert en quelque sorte de trophée pour donner du lustre à des séjours à la campagne d'invités triés sur le volet de la bonne société. Or cette société huppée est en fait composée d'ignares et de sots prétentieux, où nul ne s'est donné la peine de lire une traître ligne de l'œuvre du grand homme.  Plus grave, la dame de séant, Lady Augusta, insiste auprès de Paraday pour qu'il lui prête le manuscrit de son dernier roman, qu'elle égare ensuite par étourderie sans l'avoir lu. Bouleversé par cette perte irréparable, Paraday tombe gravement malade et meurt peu après, comme un vieux lion blessé, dans une des somptueuses chambres de la vaste demeure que les invités se sont empressés de déserter.

## Traductions françaises
- La Mort du lion (précédé de Maud-Evelyn), traduit par Louise Servicen, Paris, Aubier-Flammarion, 1969 ; réédition, Paris, Librio no 1061, 2013
- La Mort du lion, traduit par Claude Bonnafont, Paris, L. Levi, 1994 ; réédition, Paris, Éditions du Seuil, coll. « Points. Roman » no 641, 1994
- La Mort du lion, traduit par Jean Pavans, dans Nouvelles complètes, tome III, Paris, Éditions de la Différence, 2008 ; réédition dans Le Motif dans le tapis : et onze autres nouvelles, Paris, La Différence, coll. « Minos » no 90, 2012
- La Mort du lion, traduit par François Piquet, dans Nouvelles complètes, tome III, Paris, Gallimard, coll. « Bibliothèque de la Pléiade », 2011